# 奥尔希
奥尔希（法語：Orchies，法語發音：[ɔʁʃi]），法国北部城市，上法兰西大区诺尔省的一个市镇，隶属于杜埃区，其市镇面积为10.92平方公里，2022年1月1日时人口数量为8,390人，在法国城市中排名第1,215位。
奥尔希位于诺尔省中部略偏东，里尔和瓦朗谢讷之间，是一个区域性的中心城市，多条公路在此交汇。

## 地名来源
“奥尔希”一名的来源尚存在争议，该名称最初可能以“Origiacum”的形式被记载，其来历和含义尚有待考证。
奥尔希所处区域在中世纪中后期曾通行弗拉芒语，“Orchies”对应的弗拉芒语拼写为“Oorschie”。

## 历史

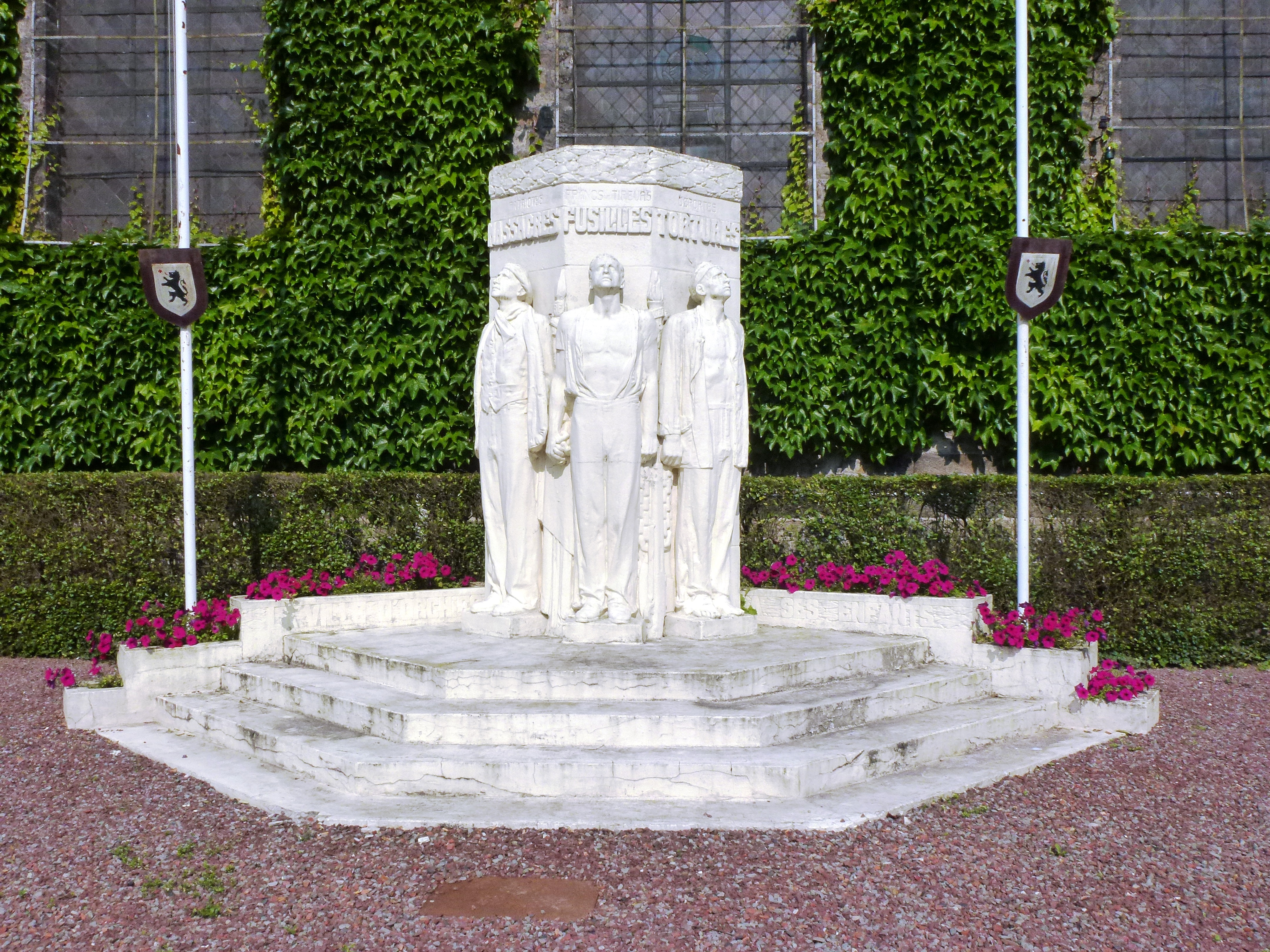
奥尔希烈士纪念碑

奥尔希历史悠久，早在高卢-罗马时期就已形成聚落。在20世纪中期以前，法国史学家曾一度认为奥尔希为阿特雷巴特人的首府，后经过现代考古研究认定其实际首府应为Nemetacum（今阿拉斯）。中世纪时，奥尔希先后被法兰克、维京等军队占领，后长期为佛兰德伯国的一部分。1668年亚琛条约签订后，奥尔希成为法兰西王国的一部分。1610年，奥尔希市政厅建成。法国大革命后，奥尔希成为诺尔省的一个市镇。工业革命期间，途径奥尔希的里尔－伊尔松铁路陆续建成通车。19世纪末，奥尔希所在的北部-加来海峡区域因煤炭开采而兴盛。第一次世界大战期间，奥尔希曾被普鲁士军队占领，并于1914年9月25日被后者烧毁。20世纪80年代后，随着里尔的城市扩张以及通勤列车的开行，奥尔希逐渐发展成为里尔的一个远郊卫星城，当地人口数量有所增加。

## 地理

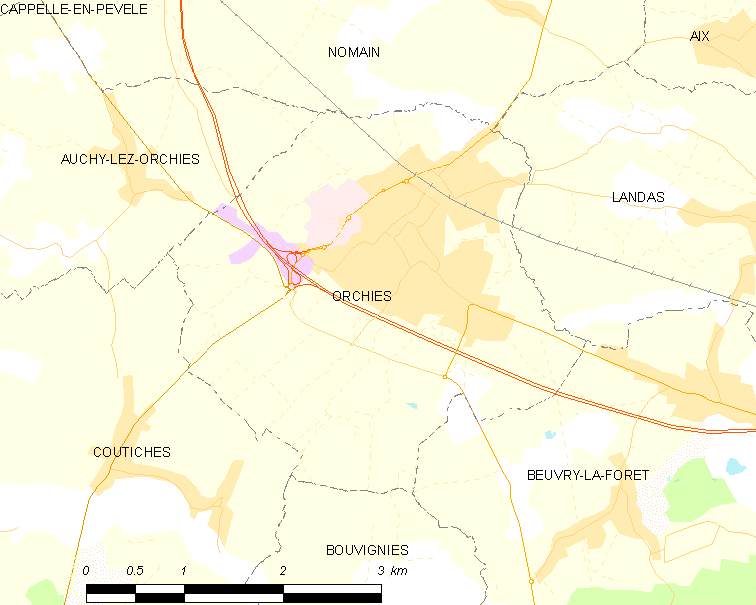
奥尔希市镇范围地图

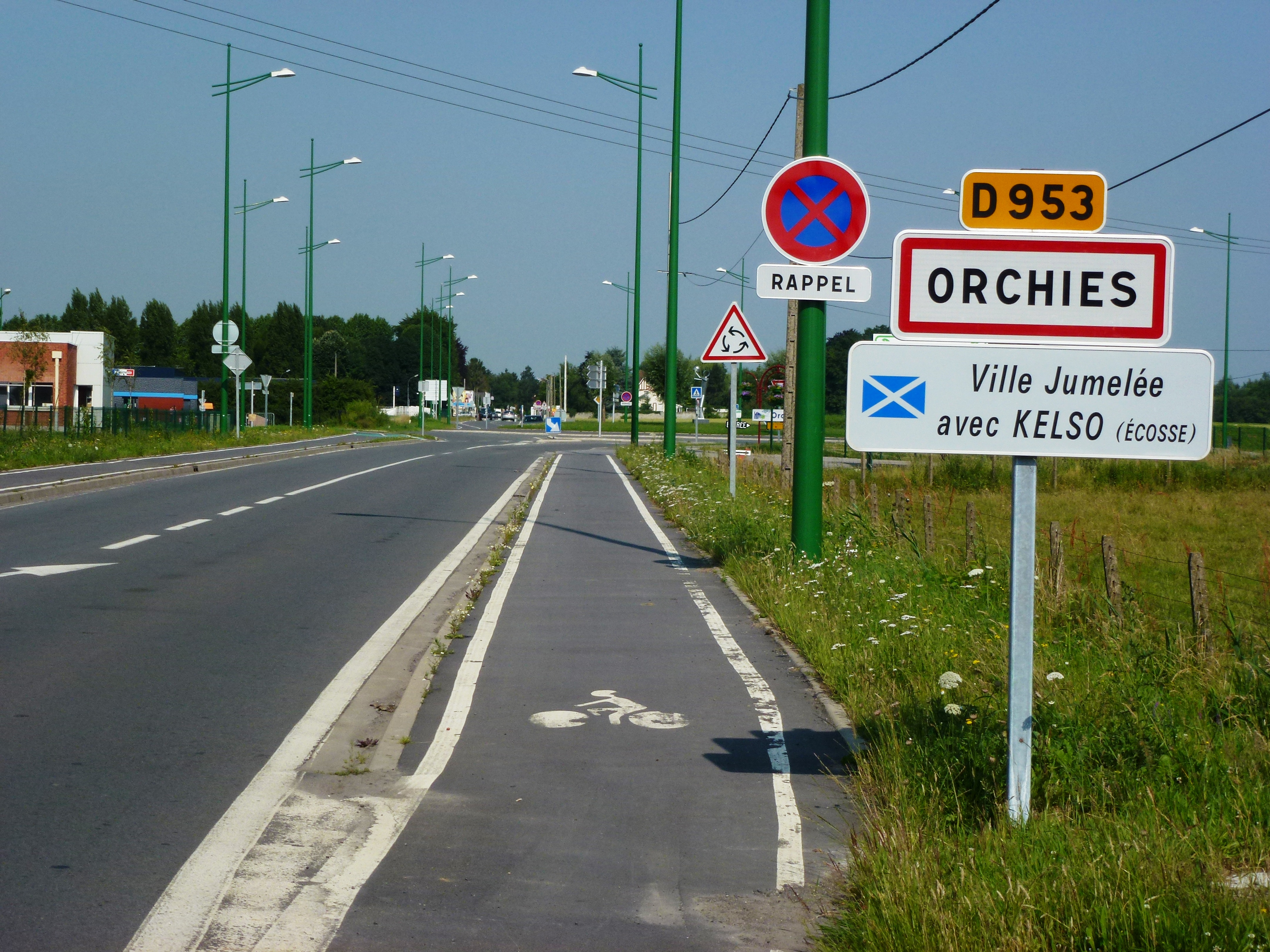
奥尔希入城路牌

奥尔希位于法国北部，上法兰西大区北部和诺尔省中部，距离省会里尔大约24公里。与奥尔希接壤的市镇包括：诺曼、欧希莱索尔希、伯夫里拉福雷、布维尼、库蒂什、朗达。

### 地形
奥尔希位于北部-加来海峡平原腹地，境内以平原为主，市镇中心地势较为平坦，全境海拔在22到49米之间。

### 水文
奥尔希位于斯海尔德河流域范围内，其境内无大型天然地表径流分布，一条人工小水渠从市镇范围北部穿过。

### 植被
奥尔希属于温带阔叶混交林区，让·蒙图瓦公园（Parc de Jean Montois）是当地主要的城市绿地，林地则散落分布于市区周边。
在鲜花城市的评比中，奥尔希被评为2星级鲜花城市。

### 气候
奥尔希在柯本气候分类法中属于温带海洋性气候。

## 行政区划
奥尔希的市镇编号为59449，邮政编号为59310。
在行政管理方面，奥尔希隶属于法国上法兰西大区诺尔省杜埃区；在地方选举方面，奥尔希是奥尔希县的中央投票站所在地，其市镇范围全境被划入诺尔省第六选区；在社会管理方面，奥尔希是佩韦勒-卡朗博市镇公共社区的组成部分。
法国国家统计与经济研究所（简称）在进行数据统计时，将奥尔希及相邻的另外四个市镇设为奥尔希城市核心区，并将包括核心区在内的周边共125个市镇划为里尔城市区。自2020年起，里尔城市区被包含201个市镇的里尔城市辐射区代替。此外，还将奥尔希市镇分为了三个“块区”（IRIS），以便于统计人口分布情况。

## 交通

### 公路
A23高速公路和多条诺尔省省道在奥尔希境内交汇。上法兰西大区下属的城际客运提供巴士线路，可前往周边部分市镇。
2019年，79.3%的奥尔希家庭拥有至少一辆私人汽车。2019年，奥尔希境内共发生各类交通事故4起，造成4人受伤，其中2人重伤。
| 23 | 14.5 |

| 2 | 1.7 |

| 里尔 | 25 |

| 瑟克兰 | 22 |

| 杜埃 | 20 |

| 欧比 | 18 |

| 瓦朗谢讷 | 30 |

| 圣阿芒莱索 | 15 |

### 铁路

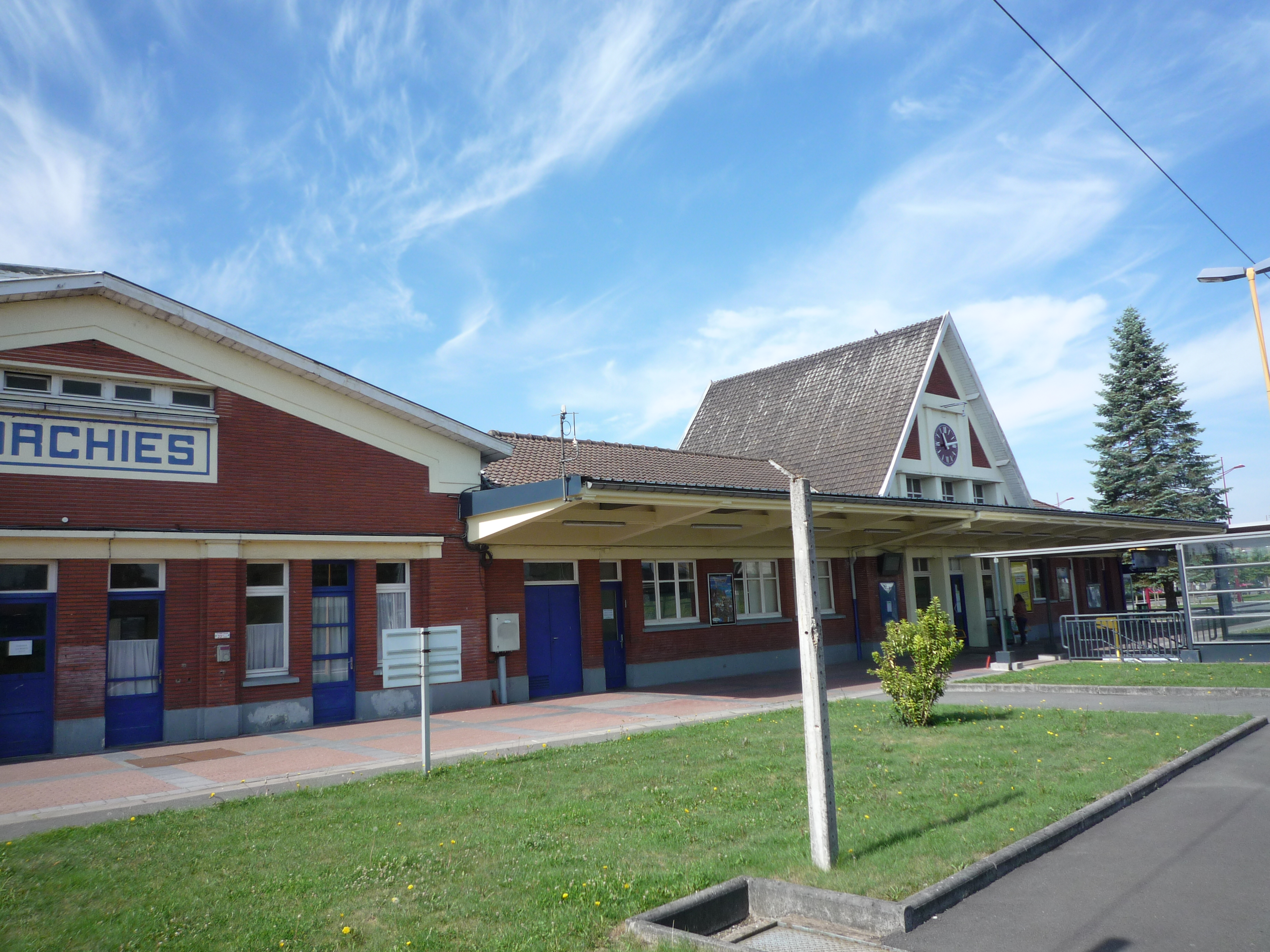
奥尔希火车站

奥尔希位于里尔－伊尔松铁路上。奥尔希站位于市区北部，停靠往返于里尔和瓦朗谢讷一线的区域列车。

### 航空
距离奥尔希最近的民用航空站为里尔机场，距离奥尔希市中心的公路里程约20公里。

### 城市公共交通
截至2022年10月，奥尔希暂无城市公共交通系统。

## 政治

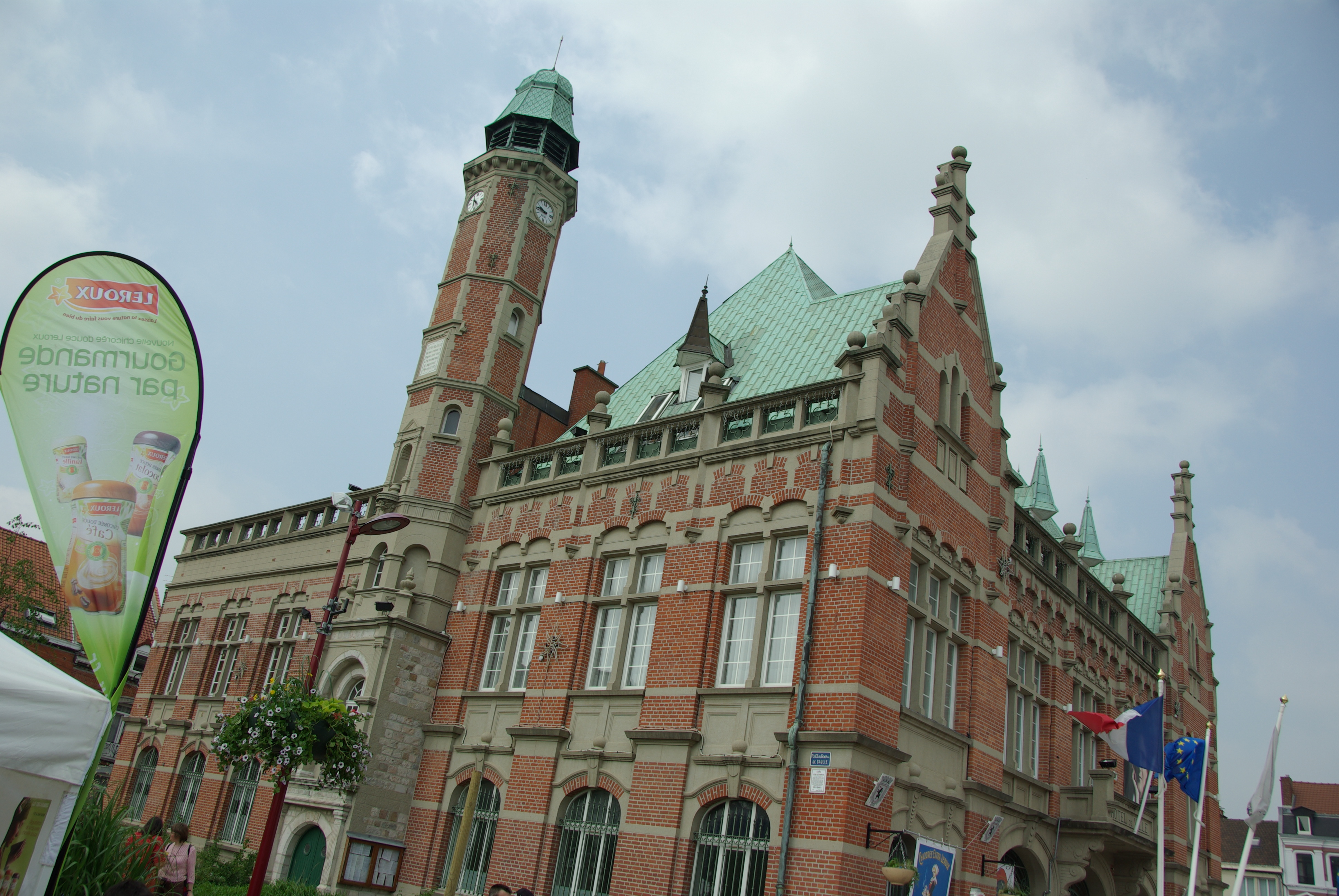
奥尔希市政厅

奥尔希的现任市长为吕多维克·罗阿尔先生（Ludovic ROHART），他是一名左翼无党派人士，在2020年的市政选举中获得了84.59%的支持率。
在2022年的法国总统大选中，法国极右翼政党国民阵线主席玛丽娜·勒庞在奥尔希获得了51.36%的支持率。

## 人口
2019年，奥尔希市镇人口数量为8,633，在法国排名第1,215位。其中男性4,055人，女性4,578人，75岁及以上人口占6.7%，外籍人口数量为117人，人口密度为791人/平方公里，当地居民被称为（男性）或（女性）。2020年，奥尔希境内出生96人，死亡人口104人。
| 奥尔希1901年－2019年人口变化情况 |
|                                  |
| 数据来源：Cassini、INSEE         |

## 经济

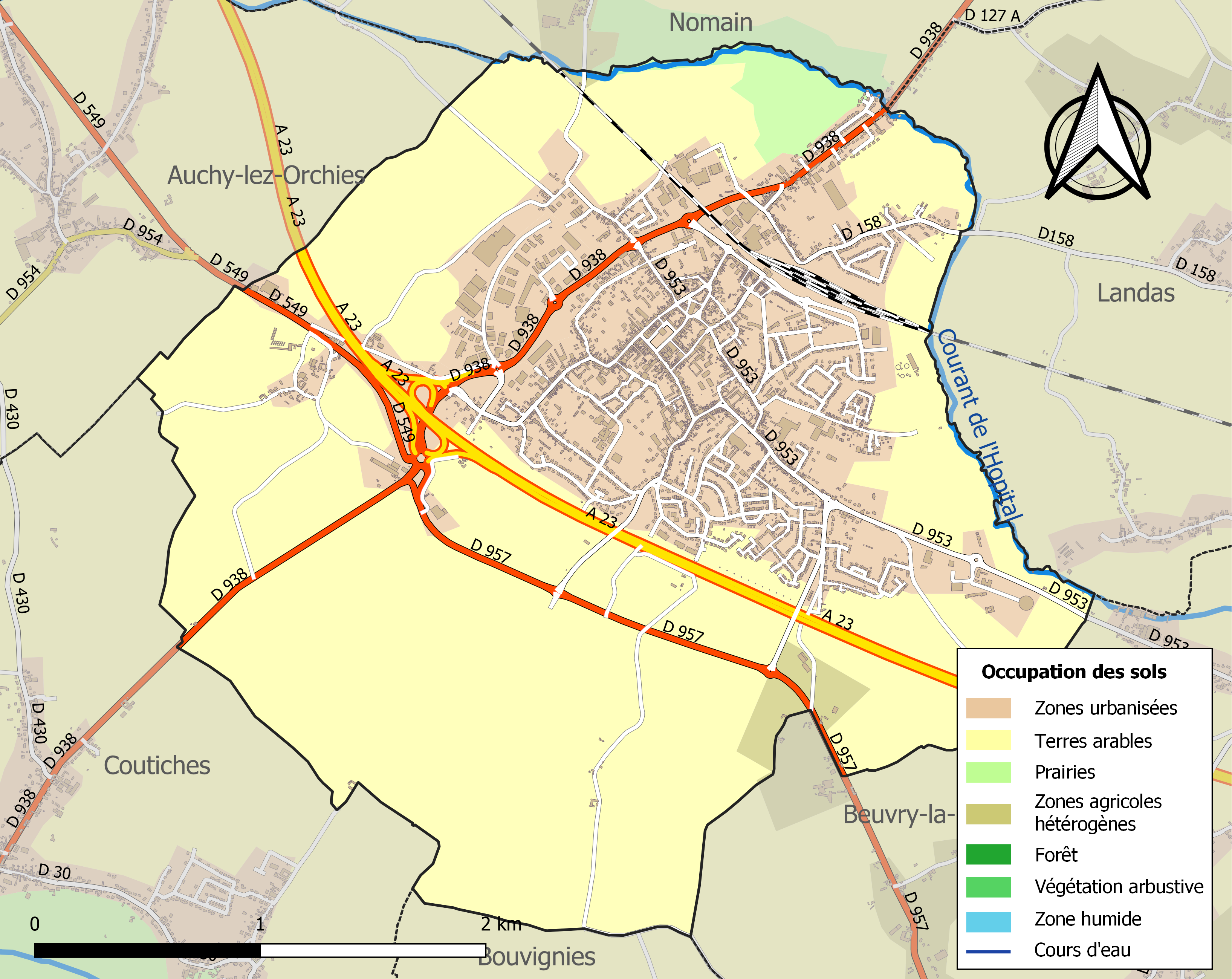
奥尔希土地利用情况地图

奥尔希是一个区域性的中心城市。截止2022年10月，奥尔希市镇范围内共有各类用人单位（包含自雇）1,128家，平均历史为15年，其中99.54%为中小型企业（PME），2022年8月至10月间，当地的经济活力指数为0.71%。（零售）、（易爆品销售）及（工业设备销售）是当地2021年营业额最高的三个企业，分别为25,731,083欧元、13,629,164欧元和6,841,123欧元。

## 财政与居民收入
2020年，奥尔希的财政收入总额为9,167,650欧元，财政支出总额为8,168,140欧元，当年的债务总额为4,560,950欧元。2021年，奥尔希市镇共获得1,897,372欧元的国家财政补助，比上一年增加了0.18%。
2020年，奥尔希的人均月收入总额为2,207欧元，其中高级职员为3,574欧元，低于法国平均水平（4,230欧元）；中级职员为2,285欧元，低于法国平均水平（2,411欧元）；普通职员为1,707欧元，亦低于法国平均水平（1,740欧元）。
2019年，奥尔希境内的青壮年（15至64岁）失业率为13.0%，当地45.7%的家庭拥有纳税资格，平均纳税2,583欧元，低于法国平均水平（3,910欧元）。

## 社会事务

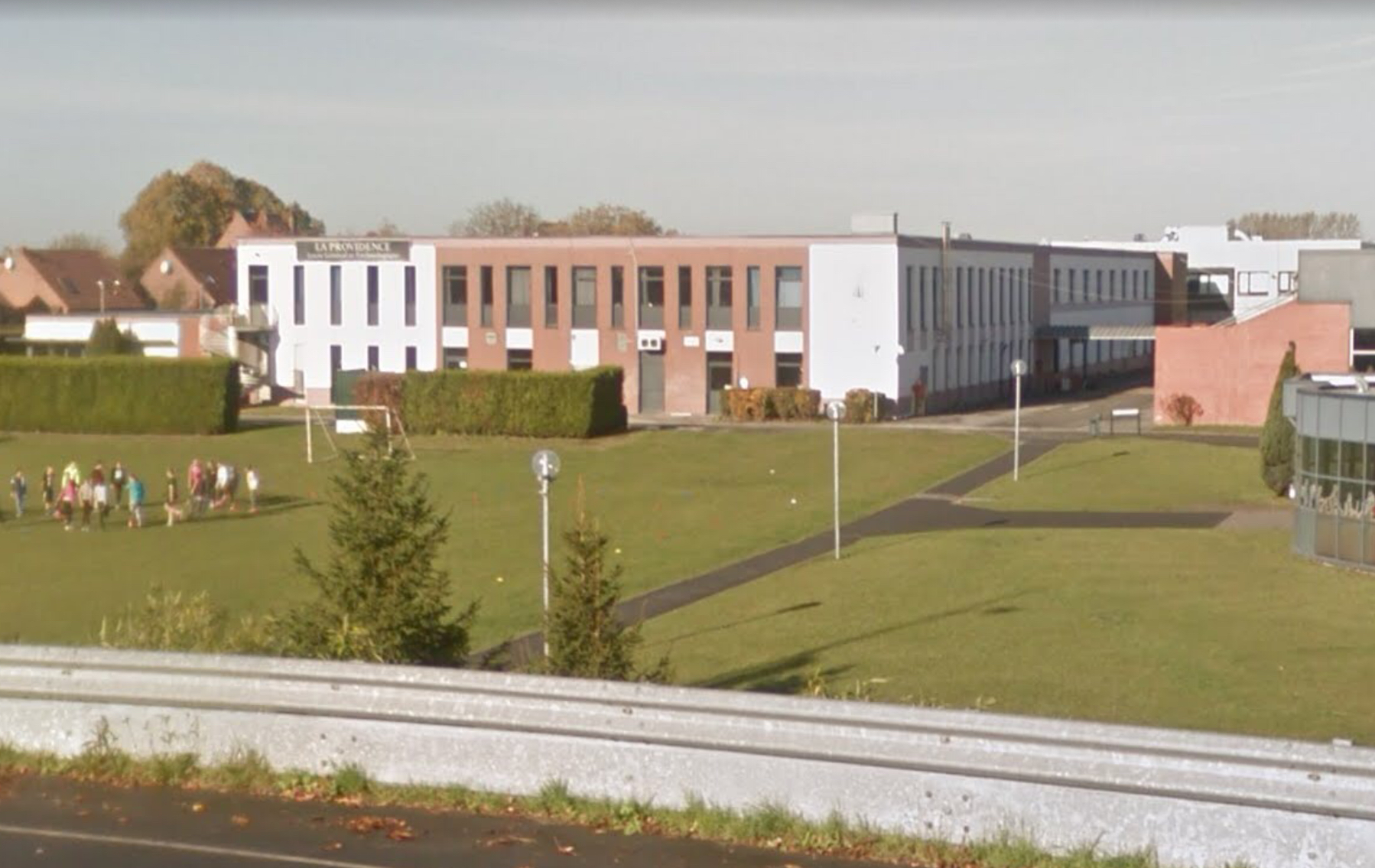
奥尔希的一所高级中学

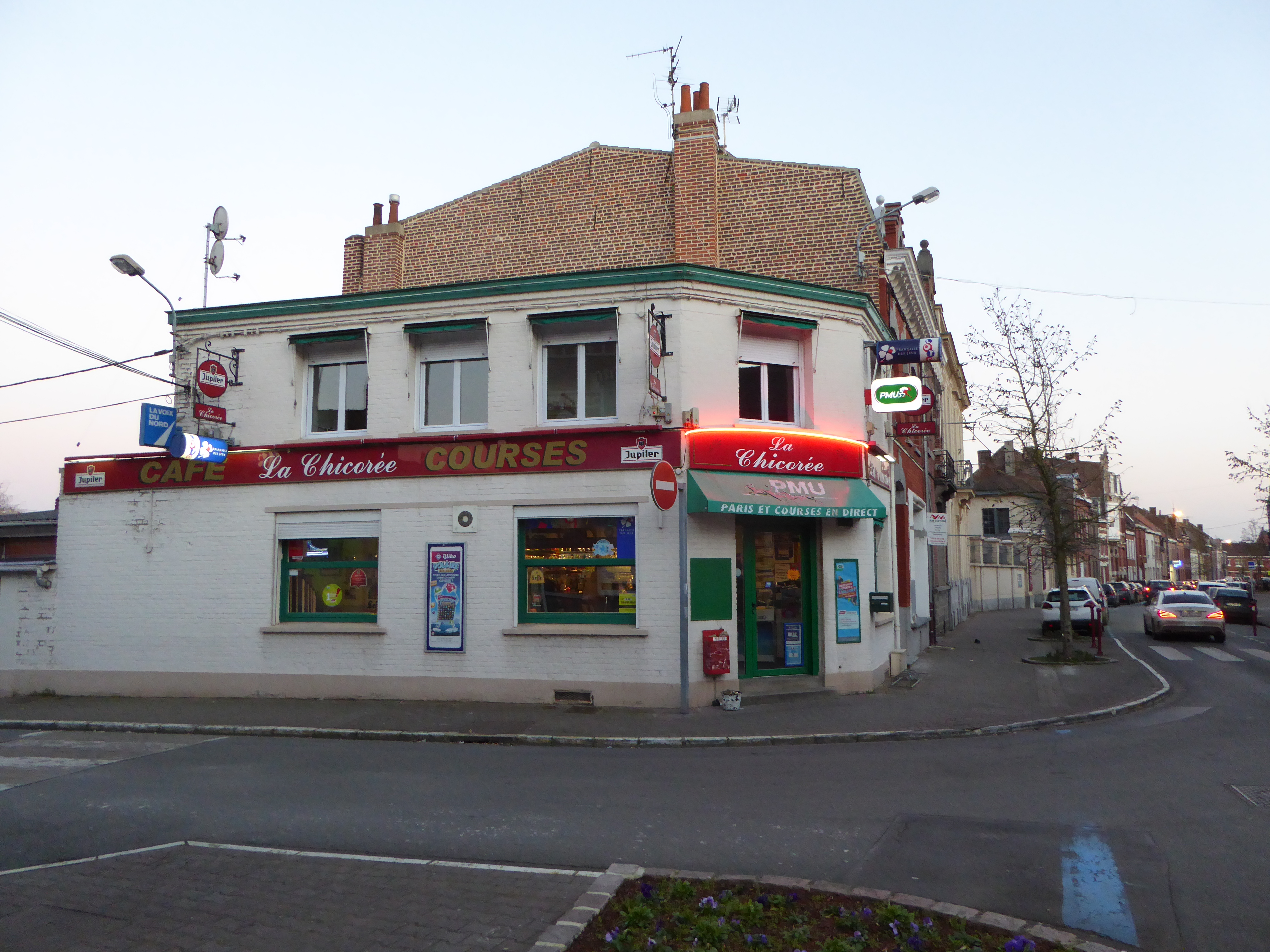
奥尔希镇中心的一家烟酒店

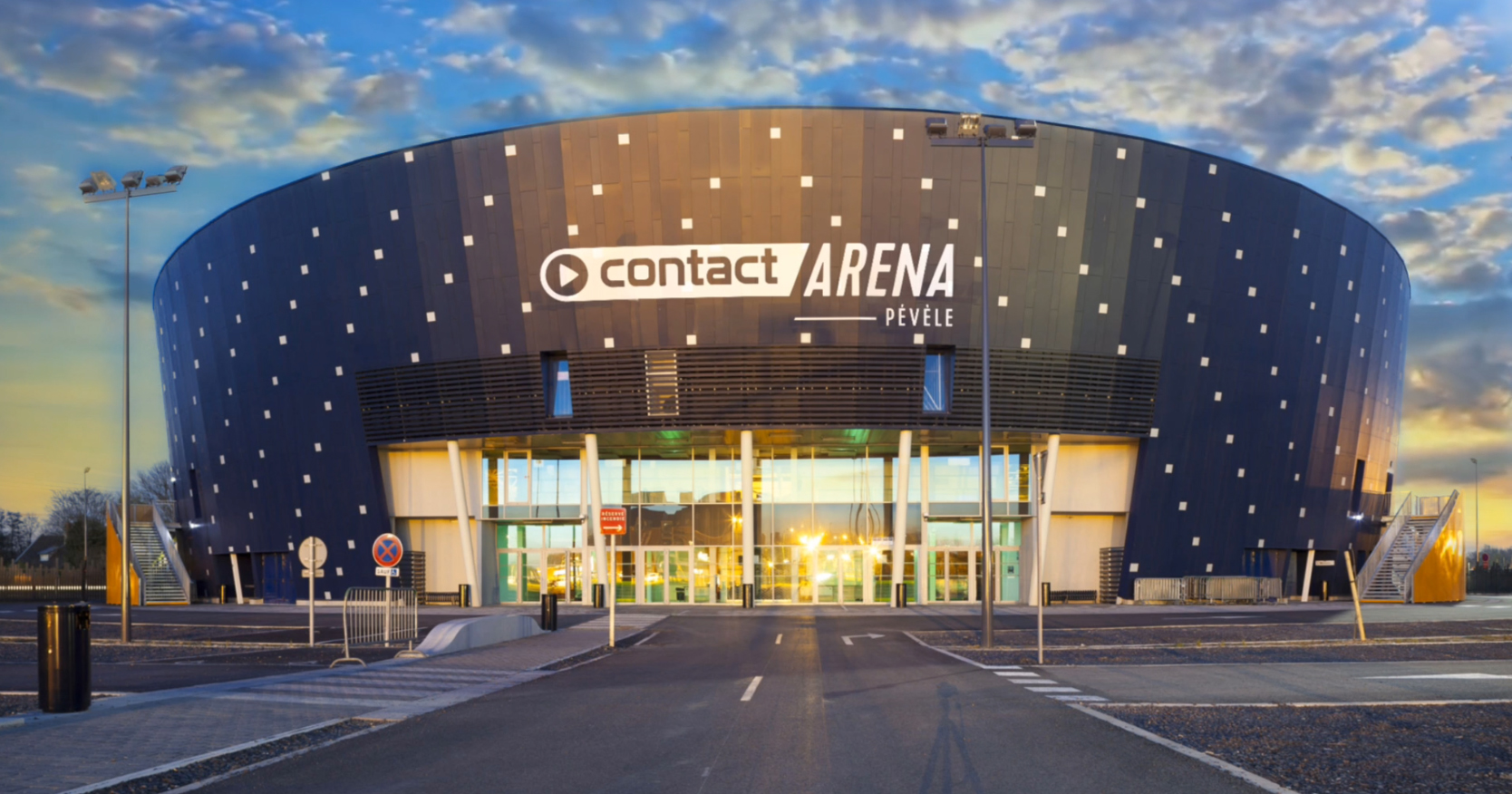
佩韦勒斗兽场中心

### 教育
奥尔希属于里尔学区。截止2021年1月1日，奥尔希境内共有1所幼儿园、3所小学、2所初级中学和1所普通高中。2018至2019学年度，奥尔希境内共有在校中等教育阶段学生2,088名。

### 医疗
截止2021年1月1日，奥尔希境内共有全科医生14名、保健师22名、牙医16名、护士14名、眼科医生1名、皮肤科医生1名和助产士2名。境内共有药房3家、残疾人帮扶中心2家。
距离奥尔希最近的区域性医疗机构为索曼中心医院（Centre Hospitalier de Somain），其主病区位于索曼市区，距离奥尔希市区的正常车程大约20分钟，该院设有床位335个，是当地规模最大的公立综合性医院。

### 住房
2019年，奥尔希境内共有各类住房4,153套，其中66.5%为独立式居民区，33.3%为集中式居民区。常住房屋占奥尔希市镇范围内居民建筑总量的93.6%。
在住房保障政策方面，2021年，奥尔希境内共有860户家庭获得了住房经济补助，受益人数占总人口数量的10.0%，其中824份为房租补助。

### 商业
2021年，奥尔希境内共有各类实体商铺203家，其中餐厅22家、大型超市7家、杂货店1家、面包房4家、肉铺4家、书店1家、装饰品店1家、银行门店8家、美容美发店18家、汽车维修店13家。市区西部建有开放式商业街区，有欧尚、Lidl、Gamm Vert等大型商场。

### 体育
2021年，奥尔希境内共有1家游泳池、2间体育馆、6处网球场、3处足球或橄榄球场以及3处篮球或排球场。
截至2022年10月，奥尔希境内共有两家注册足球俱乐部。奥尔希体育会（Stade Orchésien，编号512979）是当地的代表性足球队，成立于1932年，其主队2022至2023赛季参加上法兰西大区足球联赛丙组（法国第八级别），其主场为孔斯唐·德韦兹市政球场（Stade Municipal Constant Dewez）。
佩韦勒斗兽场中心是当地的一个现代体育馆及文化中心。

### 环境
奥尔希的环境事务由其所属的佩韦勒-卡朗博市镇公共社区联合各级政府协调负责。2021年，奥尔希境内共有1家污染企业。

### 治安
2021年，奥尔希市镇范围内有1处宪兵队。
奥尔希及其附近的共60个市镇是杜埃国家宪兵队（zone gendarmerie de Douai）的管辖范围。2020年，该宪兵队累计记录各类案件4,385起，其中盗窃类案件2,446起，经济类案件534起，毒品交易类案件257起。

## 文化

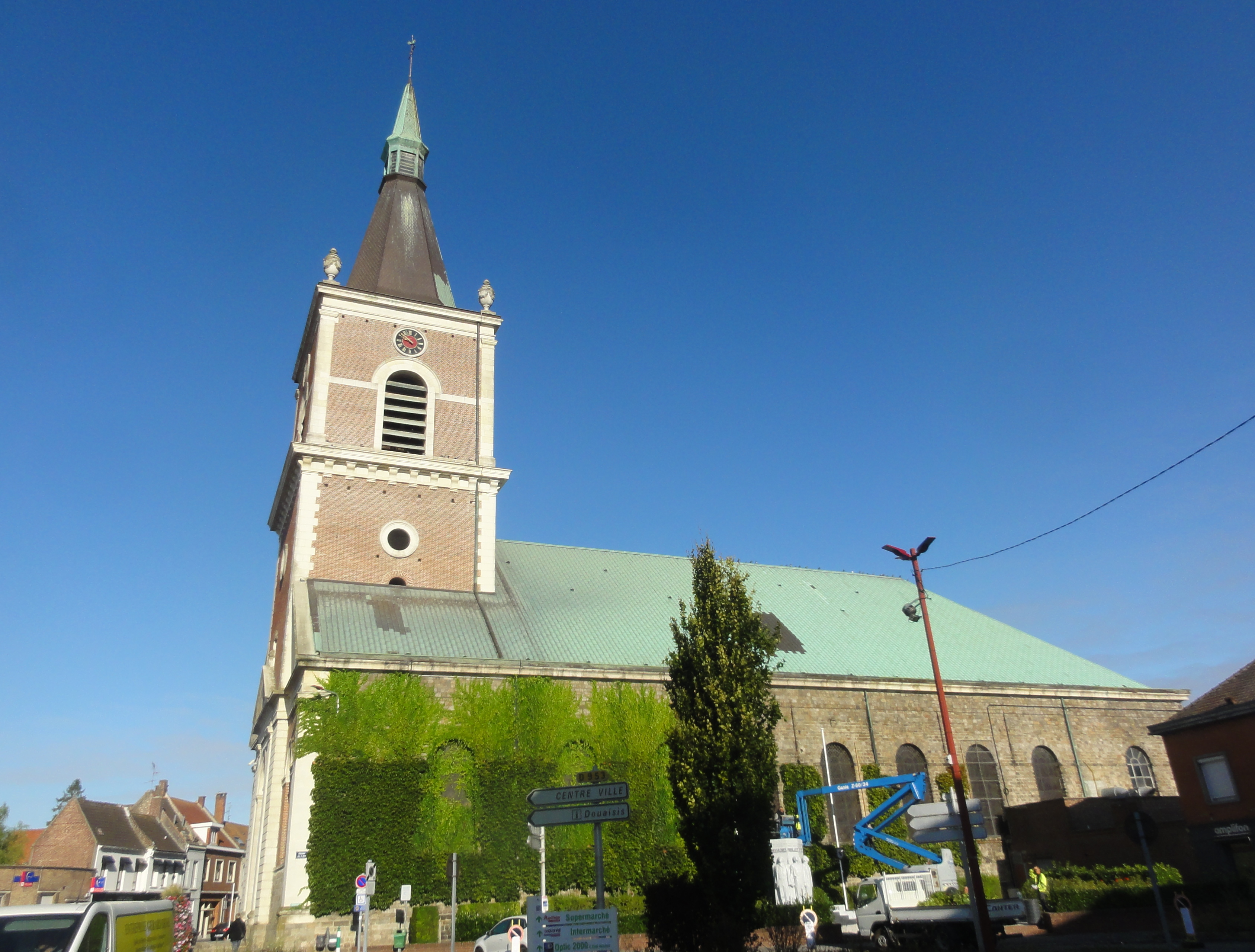
奥尔希圣母升天教堂

2021年，奥尔希境内暂无任何文化设施。奥尔希市政府提供多媒体中心，每周一、二、三、五、六向公众开放。

### 建筑
奥尔希境内有多处历史建筑，其中圣母升天教堂（Église Notre-Dame-de-l'Assomption d'Orchies）和奥尔希市政厅是当地的地标性建筑物。

### 旅游
奥尔希的旅游事务由其所属的佩韦勒-卡朗博市镇公共社区负责。2022年，奥尔希境内共有1家酒店共计34间房间。

### 媒体
法国主要的媒体均可在奥尔希接收，法国电视三台下属的上法兰西大区频道在部分时段播出奥尔希所属区域的地方新闻。《北部之声》、《自由周刊》、蓝色法兰西北部广播等是当地主要的地方性媒体。

## 相关人物
法国音乐家克莱芒·布鲁坦出生于奥尔希。

## 友好城市
截至2022年10月，奥尔希共与一座城市互为友好城市关系：
- 苏格兰 凯尔索